# Hiromi Hara
Hiromi Hara, född 19 oktober 1958 i Tochigi prefektur, Japan, är en japansk tidigare fotbollsspelare.